# Oville

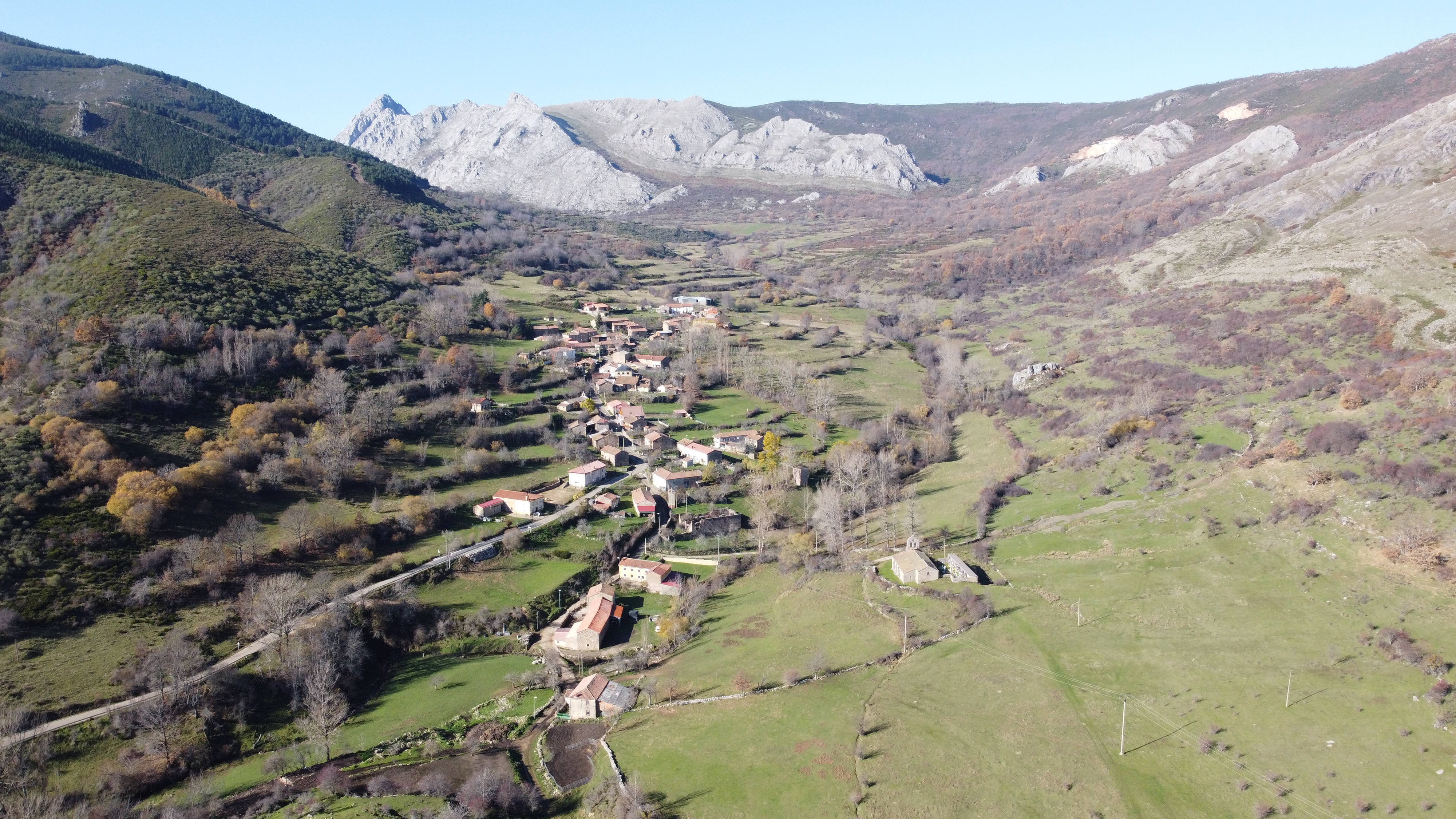
Vista del pueblo de Oville

Oville (1.200 metros de altitud sobre el nivel del mar) es una localidad perteneciente al término municipal de Boñar, en la provincia de León, al noroeste de España, situado en la Montaña Oriental Leonesa, en la Comarca del Alto Porma y dentro del Parque Regional Montaña de Riaño y Mampodre.
Oville proviene de la palabra latina "ovile" que significa redil para la guarda de ovejas.  

## Localización.

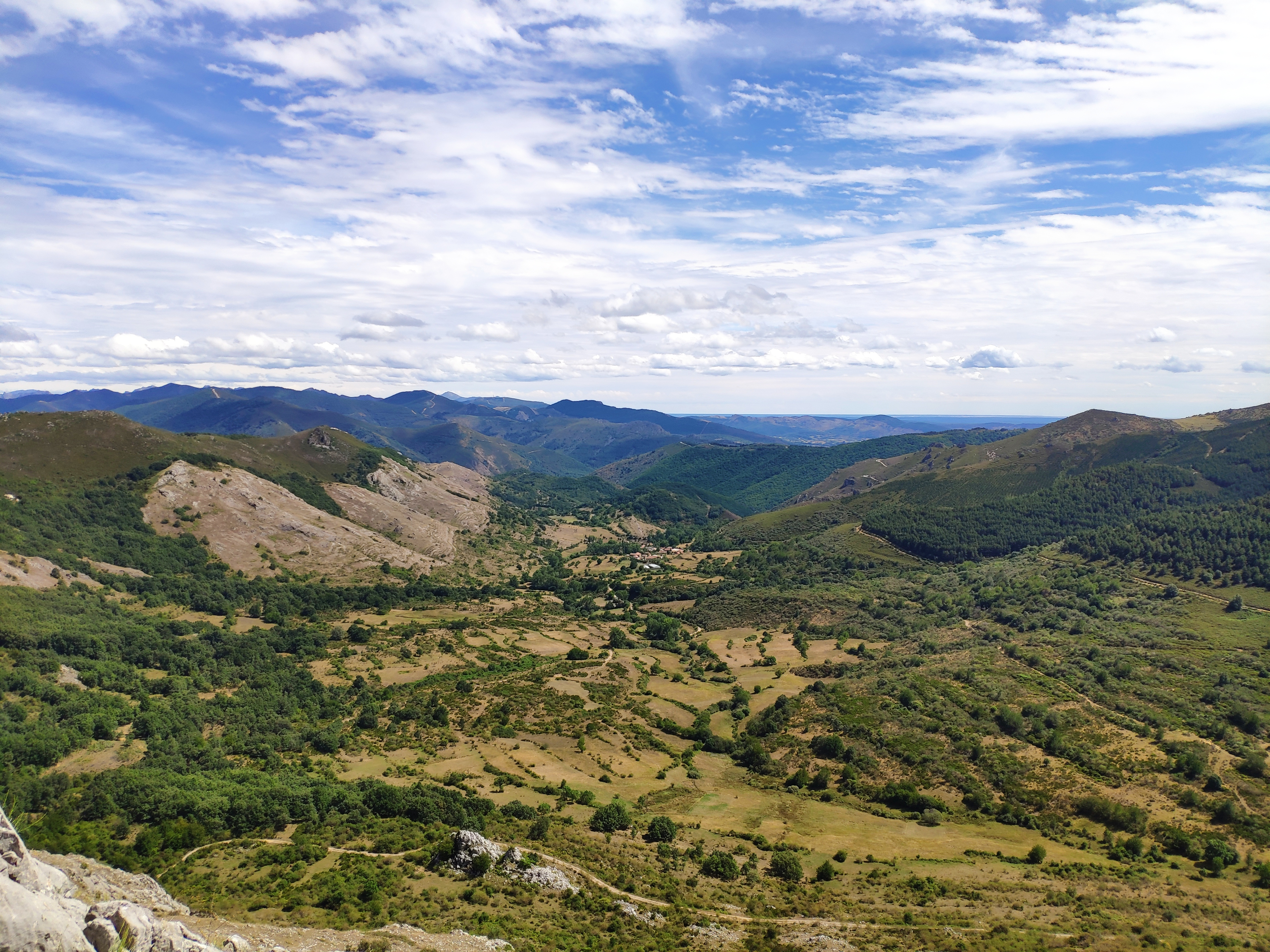
Vistas del valle de Oville desde el pico de La Campayagua.

Oville está situado a la margen derecha del río Porma, a 8 kilómetros de Boñar en dirección al Puerto de San Isidro tomando un desvío de 3 kilómetros en la carretera LE-331 a la altura de la localidad de Remellán, junto al popular restaurante La Venta de Remellán. 
Oville es un caso excepcional dentro del municipio de Boñar, donde los vecinos de las primeras viviendas tienen una diferencia de altitud de casi 90 metros con los vecinos de las últimas.  
Su casas tradicionales están levantadas sobre paredes de piedra labrada, con puertas y ventanas de madera de roble, nogal o chopo, con portones en la entrada del patio, corredores de madera apoyados sobre pilares, techumbres de escobas, tierra y teja roja tradicional de arcilla con tejados a cuatro aguas, planta baja y superior, con cuadras y pajares adosado, hornera y cobertizo, tapias y corral empedrado. 

## Historia.

### Primeros asentamientos prerromanos.
Los primeros asentamientos de los que se tiene constancia en la Montaña Oriental Leonesa son los pueblos prerromanos de los Cántabros y los Astures, con los ríos Esla y Porma como frontera leonesa entre ambos pueblos, los astures hacia el oeste y los Cántabros hacia el este.
Estrabón nos cuenta en su libro de la geografía de Hispania como era la vida de estos primeros pobladores celtas que corresponden a la edad del bronce (1.700-800 a.C.) hasta la conquista de los romanos en el norte de nuestra península (19 a.C.) Su régimen alimenticio estaba basado en recolección de frutas, frutos silvestres, castañas  y bellotas, de las que además obtenían harinas para elaborar pan y para alimentar a sus animales. Pastoreaban principalmente cabras y caballos y guisaban carne de cabra con manteca como sustituta del aceite de oliva. Bebían agua y vino. Vestían vestidos adornados con flores y se colocaban una cinta en la frente para sujetar sus largos cabellos. Construían pequeños castros de forma circular adosando los chozos de piedra y paja unos a otros, dejando calles estrechas que les servían de protección ante los continuos ataques y escaramuzas y con altos tapiales exteriores de piedra, situados en los altos de las colinas. Utilizaban la madera para construir muebles y útiles, y el barro para modelar su menaje. Extraían metales con los que construían útiles, armas y herramientas que les servían tanto para el trueque como para el combate.
Extracto del geógrafo Estrabón en su III libro de la Geografía dedicado a Iberia en el que nos cuenta cómo vivían los pueblos cántabros del norte:
"Estos se alimentan, en dos tiempos del año, de bellota, secándola, moliéndola y haciendo pan de la harina. Forman bebida de cebada; tienen poco vino, y el que llega lo consumen luego en convites con los parientes. Usan manteca en lugar de aceite. Cenan sentados, dispuestos a este fin asientos en las paredes. La edad y la dignidad llevan los primeros lugares. Mientras se sirve la bebida bailan a son de gaita y de flauta. Vístense todos de negro con sayos, de que forman cama, echándolos sobre jergón de hierbas. Tienen vasos de cera como los celtas, y las mujeres gastan ropas floridas o de color de rosa. En lugar de dinero conmutan una cosa por otra, o cortan algo de una lámina o plancha de plata. A los condenados a muerte los precipitan desde una roca, y a los patricidas los cubren de piedras fuera de sus términos o de sus ríos. Los casamientos son al modo de los griegos; y a los enfermos los sacan al público, como los egipcios, a fin de tomar consejo de los que hayan sanado de semejante accidente. Hasta el tiempo de Bruto usaban barcas de cuero; ya tienen algunas de troncos de árboles. La rusticidad y fiereza de sus costumbres proviene no sólo de las guerras, sino de vivir apartados de otras gentes, y faltando comunicación falta también sociedad y humanidad. Hoy se ha remediado algo por el trato con los romanos después de sujetarlos Augusto; pero los que tienen menos comunicación son más inhumanos, contribuyendo para ello la aspereza de los montes en que viven. Lávanse con orines que dejan pudrir en las cisternas, y hombres y mujeres se limpian con ellos los dientes. Las madres mataban a los hijos en tiempo de la guerras cántabras para que no cayesen en manos de sus enemigos. Un mozo, viendo a sus padres y hermanos prisioneros, los mató a todos por orden del padre, que le dio el hierro para ello. Otro, llamado a un convite, se arrojó en el fuego. Parécense a los celtas, a los de la Thracia y Scitia. Las mujeres labran los campos, y cuando paren hacen acostar a los maridos y ellas les sirven. Cuéntase también en prueba de la demencia cantábrica que algunos, viéndose clavados en cruces por sus enemigos, cantaban alegremente, lo que indica fiereza. De una hierba semejante al apio forman un veneno activísimo que mata sin dolor, y lo tienen a la mano para usarlo en cualquier adversidad, especialmente por si daban en manos de romanos. Otras cosas, dice, usan no tan de fieras, como es que el varón dota la mujer; que instituyen herederas a las hijas y éstas casan a los hermanos, lo que no es muy civil por incluir algún imperio de la mujer sobre el hombre."

### Conquista romana.
La Cordillera Cantábrica fue el último territorio que conquistó roma en la península ibérica. A partir de la victoria romana comenzó la romanización: reorganización del territorio, abandono de las lenguas autóctonas  y adopción del latín, nuevas costumbres, religión, nuevas materias primas, homogeneización cultural, derecho romano, etc.  
Con la llegada de los romanos en el 19 a.C. son conquistados todos los pueblos Cántabros y Astures del norte de la península. En la montaña del Porma muchos de los pobladores son vendidos como esclavos, otros pasan a formar parte del ejército romano para las guerras centroeuropeas y la mayoría trabajarán en las minas de hierro de Oville, Ferreras y Adrados. Se pastorea el ganado, se doman caballos y se cultiva el centeno, lino y el trigo. Se completa la red de calzadas romanas, una de estas vías arranca desde Lancia remontando el río Porma hasta bifurcarse en Ambasaguas para tomar también curso del río Curueño hasta Puerto de Vegarada y el río Porma hacia el Puerto de San Isidro.
En el siglo I se empieza a documentar la expansión de los Vadinienses que aumentan sus asentamientos a las orillas del Porma, el Esla, el Curueño y el Yuso. 

### Edad Media.
La primera referencia escrita en la que aparece Oville data del 26 de Junio de 1449 en un archivo histórico con el título de "Colación que hace Alfonso González de Getino, vicario del arcedianato de Mayorga del beneficio de las iglesias San Adrián de Oville y San Pantaleón de Cerecedo".  En el Becerro de Presentaciones de 1468 de la Catedral de León se menciona la parroquia como perteneciente al arciprestazgo de Rueda.

### Diccionario de Don Sebastián de Miñano 1.826
En el Diccionario Geográfico y Estadístico de España y Portugal de Sebastián de Miñano impreso en el año 1.826 se cita Oville:
"Oville, L. S. de España, provincia, partido y obispado de León, jurisdicción de Boñar, A. O., 66 vecinos, 254 habitantes, 1 parroquia. Situado a la derecha del rio Puerma, y tiene en su término peña calcár. Produce centeno, legumbres y pastos. Dista 8 legua de la capital y 1/2 de Valdecastillo. Contribuye 528 rs. 8 mrs."

### Pasado trashumante.
Desde principios de la edad media Oville se convirtió en un importante puerto de verano para el pastoreo trashumante, de donde parece que tiene origen su nombre; la palabra latina "Ovile" significa redil, que tiene que ver precisamente con el cierre del ganado. El valle de Oville por su geografía, su puerto, su altitud, su clima y sus pastos reunía excelentes cualidades para el pastoreo trashumante durante los meses de verano. En la actualidad siguen existiendo cabañas ganaderas de varios de los vecinos del pueblo.
También en la trashumancia hunde sus raíces una tradición que se venía celebrando en Oville ininterrumpidamente desde hacía siglos: las machorras. Una celebración popular con la que se despedían los pastores que habían disfrutado de los pastos verdes y frescos de los puertos de Oville durante la época estival y que con la llegada del otoño regresaban a las dehesas del sur. Los pastores, en pago y agradecimiento al pueblo, entregaban varias ovejas y cántaros de vino para realizar una comida en la era con los vecinos del pueblo. Así se preparaban platos como la caldereta, las patatas con carne, el arroz con casquería y la tradicional chanfaina. Parece ser que la denominación de machorras tiene que ver con que, en ocasiones, los pastores entregaban ovejas que "estando en contacto con carnero llevan más de dos años sin concebir".
La chanfaina es un plato popular en muchas regiones de España que está ligado a la trashumancia y que se realiza siguiendo distintas recetas. En Oville la chanfaina se prepara principalmente con pan, agua, pimentón, hígado de la oveja, aceite y especias. 
Los mozos del pueblo recuperaron esta fiesta de las machorras hacia 1.980 después de que se hubiera perdido a finales de los años 50 cuando los pastores trashumantes dejaron de regresar en los veranos al puerto, haciendo coincidir esta celebración con la festividad en honor a uno de los dos patrones de Oville, San Adriano, el 4 de septiembre. 

### Oville durante la Guerra Civil Española (1.936-1.939).
Oville coincidió entre ambos frentes durante los dos primeros años de la guerra civil española por la importancia estratégica que suponía en las comunicaciones con Asturias. El bando republicano conformó el Frente Norte después de huir de la capital leonesa hacia las montañas instalando líneas defensivas a lo largo de todo el perímetro astur-leonés, mientras el bando sublevado había tomado la capital y acometía desde el sur. Los intensos enfrentamientos y la toma de muchos pueblos por parte de ambos bandos obligó a los vecinos a instalarse en localidades cercanas, abandonando a toda prisa sus casas, sus tierras, su ganado y sus pertenencias. Ese fue el caso de Oville, uno de los pueblos más castigados por la guerra en la provincia leonesa. Cuando los republicanos tomaron el pueblo y sus recursos durante el primer año de la contienda establecieron en el entorno varias bases de defensa, construyendo trincheras, parapetos, nidos de ametralladoras, polvorines, fortines, etc. como aún hoy se pueden apreciar por ejemplo en el monte de "El Corollo", en la cresta de "La Picota", en "la Collada de las Colinas" o en "el Janetín". Al producirse la toma y posterior destrucción del pueblo muchos vecinos emigraron a la ciudad o se instalaron provisionalmente en pueblos de los alrededores como Boñar, Valdecastillo, Cerecedo o Felechas ayudados por la generosidad de sus gentes. En 1.937 divisiones de las tropas sublevadas intensifican sus ataques hasta romper las líneas de defensas republicanas y llegar a Gijón el 21 de octubre. Como consecuencia de la fuerte defensa republicana, los duros enfrentamientos entre ambos bandos se alargaron durante meses. Las tropas republicanas en su huida hacia Asturias incendian el pueblo intentando retrasar el avance de los sublevados y Oville queda arrasado por las llamas. Tras finalizar la guerra muchos vecinos deciden volver a Oville encontrando sus casas devastadas, habiendo perdido todos sus enseres y su ganado, construyendo chozos que compartían con el poco ganado que iban juntando. A pesar de las enormes dificultades la mayoría de los vecinos deciden reconstruir con esfuerzo y sacrificio sus antiguas casas, algunos otros inician su vida en localidades vecinas y los más jóvenes construyen nuevas casas avanzando hacia la zona alta del pueblo. La creación de la Comarcal de regiones devastadas en la provincia de León creada en 1.941 para repartir ayudas y soluciones a los pueblos que más daños habían sufrido durante la guerra no actuó en Oville como si lo hizo en otros pueblos de montaña como por ejemplo en Villamanín. 
En sus montañas aún se pueden apreciar multitud de fortificaciones, restos de parapetos, trincheras y nidos de ametralladoras junto a restos de munición.
En un primer momento, Oville, estaba contemplado dentro del plan de recuperación dirigido por la Dirección General de Regiones Debastadas creada en el año 1.938 por el franquismo para tratar de mitigar el impacto que habían sufrido los pueblos más afectados por los combates de la Guerra Civil Española que presentaban una destrucción de al menos el 75%. Sin embargo, la ayuda no llegó a todos. Se proyectaron casas, escuelas, edificios, iglesias, carreteras... para muchos pueblos de la Montaña Leonesa pero Oville nunca recibió ayuda y fueron los vecinos quienes en su regreso al pueblo finalizados los combates volvieron a reconstruirlo. El proyecto de reconstrucción elaborado por la Dirección General de Regiones Debastadas citaba: "El actual es inadecuado por estar en pendiente, con las naturales desventajas que de esta circunstancia se derivan. Por otra parte, la iglesia parroquial está enclavada en un alto y en época de invierno  presenta gran dificultad el desplazamiento del vecindario para poder cumplir sus deberes religiosos. Va pues a reconstruirse este pueblo, alrededor de la iglesia."

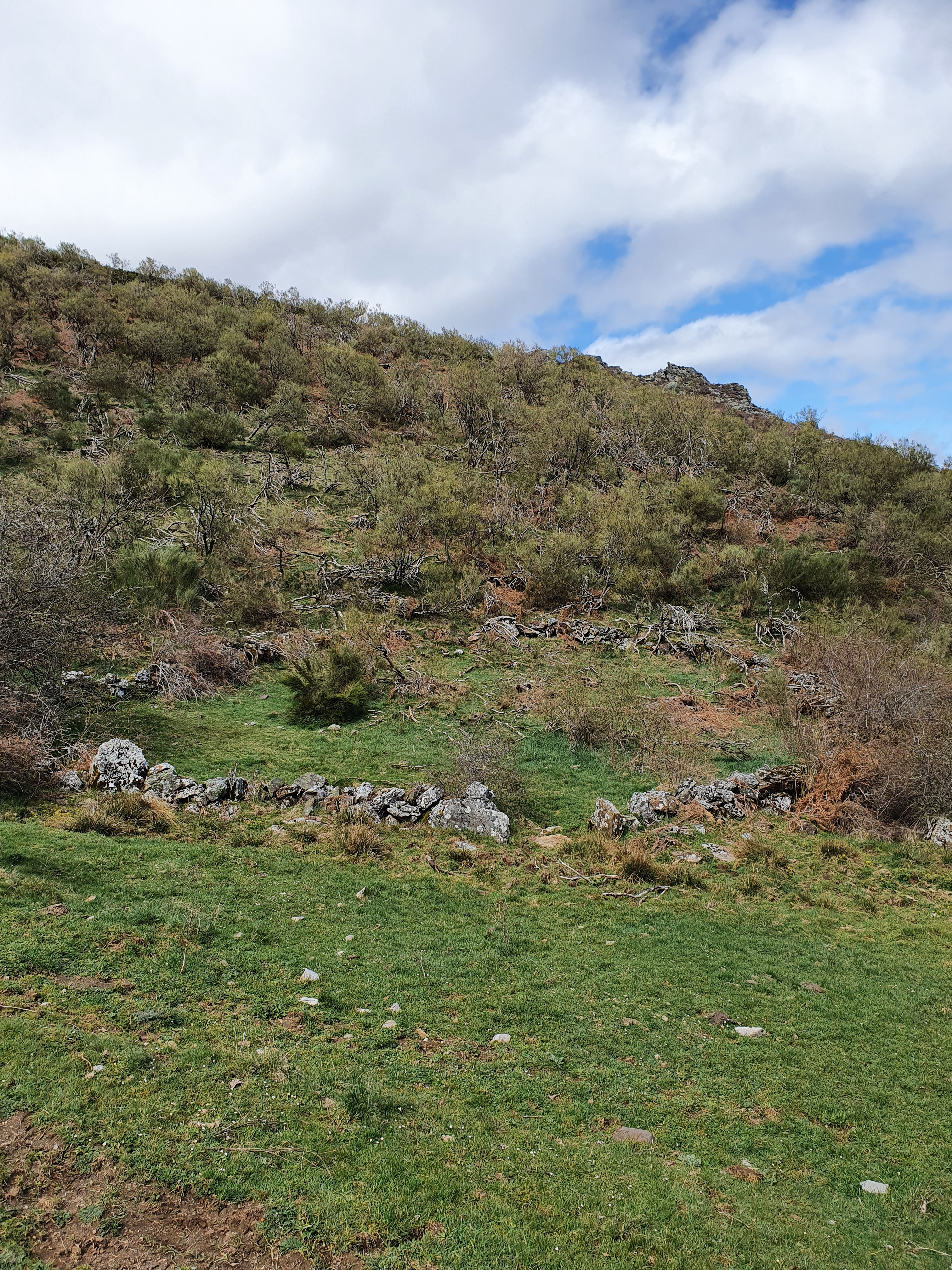
Fotografía actual de El Corral de los Chinos, antiguo "aprisco" donde se cerraba al ganado trashumante en "Fuentes", un paraje situado en el puerto de Oville.

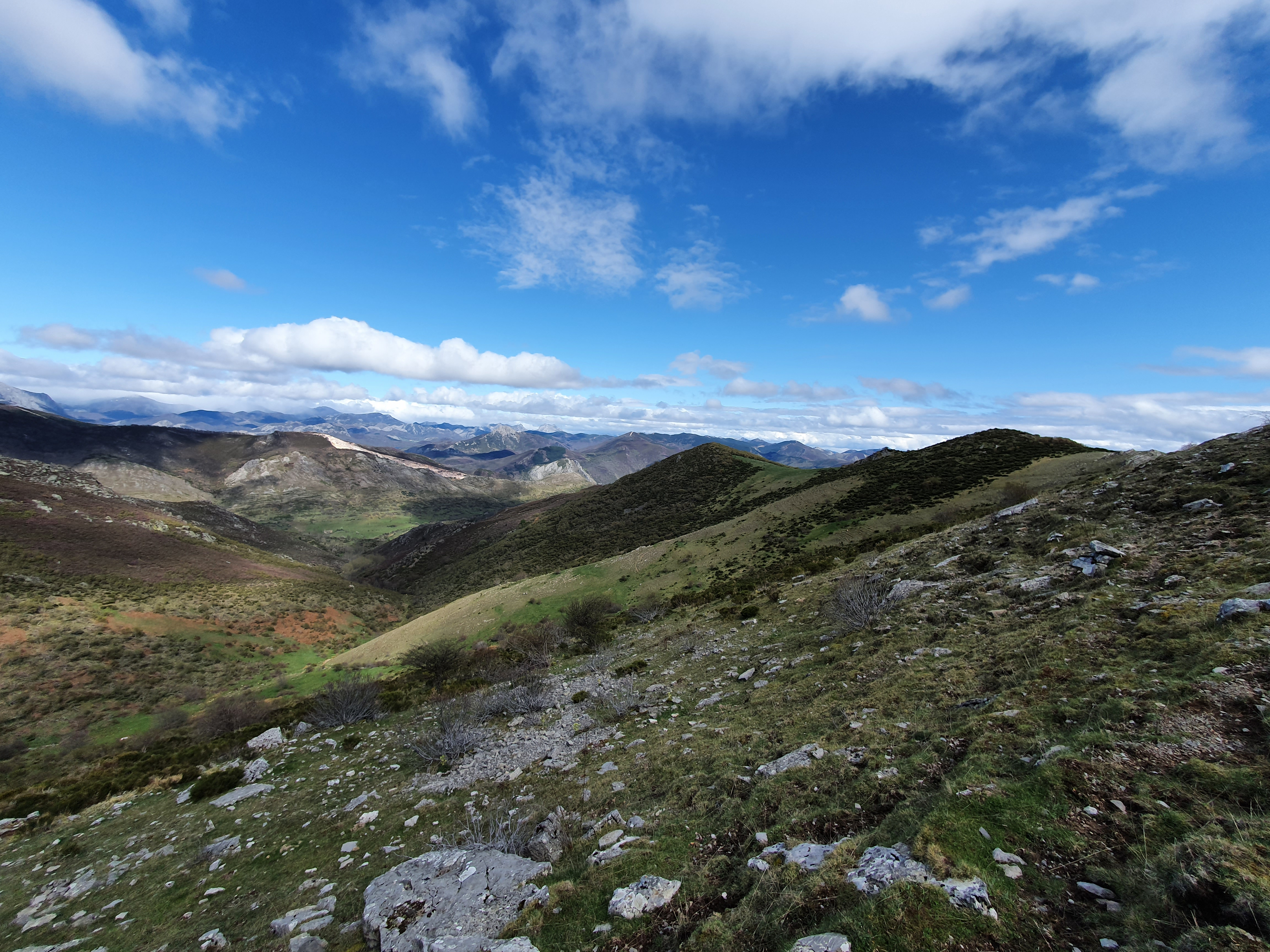
El paraje de Fuentes y a su derecha La Collada de la Piedra, ambos parajes forman el Puerto de Oville. En La Collada la Piedra se mantiene el aprisco y el refugio de los pastores.

## El puerto de Oville.
El puerto de Oville se conoce coloquialmente como el Puerto de Fuentes. Llegó a contar con varios corrales y chozos para guardar el ganado. En el siglo XX se tiene constancia e imágenes de al menos El Corral de los Chinos y El Corral de la Collada de la Piedra. En la actualidad se conserva un el Corral de la Collada de la Piedra y junto a uno de los chozos que tras haber sido incendiado involuntariamente por los niños en la década de los años 60 fue convertido en refugio a varios metros del anterior. El puerto de Oville está presidido por el Pico del Prado Llano, una de las cimas más reconocidas de la Montaña Central Leonesa con 1.722 metros de altitud sobre el nivel del mar. 
Desde la Pradera del Janetín a las faldas del Pico del Prado Llano nace el arroyo que llega a la fuente de La Gorgorita. También desde Fuentes brota un manantial que va a dar al mismo arroyo.

## Geología.
La base litológica sobre la que se asienta el relieve existente muestra un claro predominio de areniscas, de origen cámbrico, calizas, rocas de tipo metamórfico, pizarras y cuarcitas, dolomías, conglomerados, carbón, calcarenitas, arcillas y depósitos aluviales. 

### Las minas de Oville.

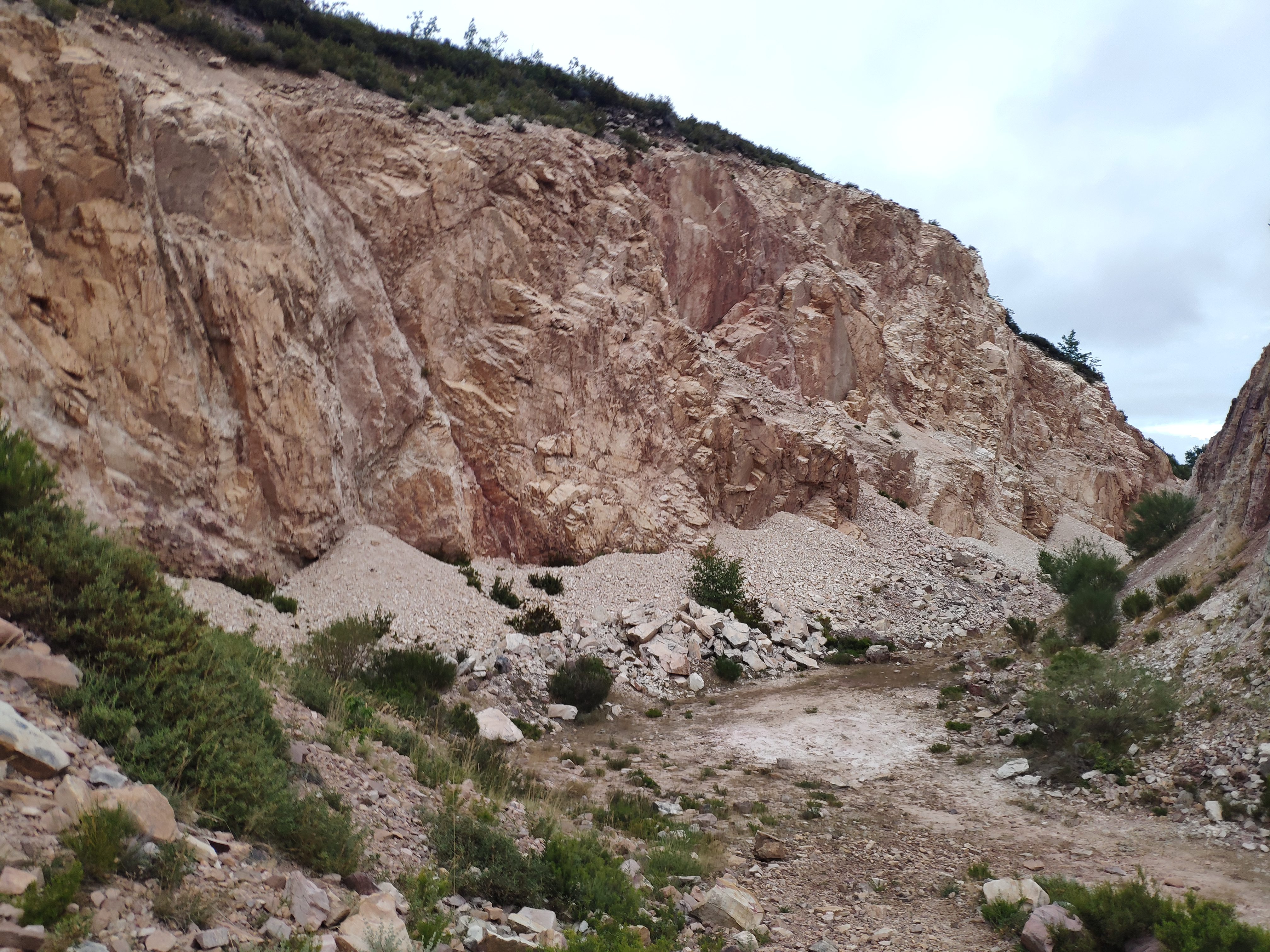
Mina a cielo abierto para la extracción de arena de sílice en Oville para la fabricación de vidrio.

Los primeros asentamientos de población en el valle de Oville de los que se tiene constancia corresponden a los rovadinienses interesados en la extracción de hierro y cobre.
También se tiene constancia de la extracción de carbón y de cobre durante el siglo XIX y principios del siglo XX. Desde la década de los años 60 hasta 1982 llegó a tener dos canteras a cielo abierto para la extracción de cuarcitas en las zonas conocidas como "tras de la peña" y "Robledo".
En los parajes conocidos como El Navajón y El Picote se pueden apreciar pequeñas canteras y movimientos de tierra.
Varias fueron las canteras de piedra que se aprovecharon para la construcción de las casas y las iglesias del pueblo, especialmente las de piedra toba calcárea para ornamentación y sillería. Los vecinos de Oville han ejercido desde siglos atrás el oficio de canteros. La ermita construida en honor a Roque de Montpellier en Boñar que data de 1788 está levantada con piedra de Oville y de Barrio de las Ollas, como consta en el archivo parroquial.
En la actualidad se mantiene activa la mina conocida como "mina de Valdecastillo", a cielo abierto, a cargo de la sociedad portuguesa BA Vidrio SA en los terrenos de "Pico del Cuervo" de los que comparten titularidad la Junta Vecinal de Oville y el Ayuntamiento de Boñar con la extracción de cuarcitas blancas ordovícicas que se utilizan como arenas silíceas principalmente para la fabricación de vidrio que se obtienen de esta importante cota de sílice.
A poca distancia del pueblo se extrajeron gravas que facilitaron las obras de arreglo general en la carretera comarcal C-331 de Boñar al Puerto de San Isidro durante los años 1.991 y 1.992.

### Formación Oville.
Oville da nombre a una formación geológica que tiene su origen en el Cámbrico Medio con un característico tramo de pizarras verdes con trilobites en la base, estando formado el resto de la formación por una alternancia de areniscas , frecuentemente glauconíticas, limolitas y pizarras. Su base corresponde a los niveles datados como Cámbrico Medio, considerándose el resto de la sucesión como Cámbrico Superior y Tremadoc, aunque sin evidencias fehacientes. MARTINEZ GARCIA (1981) señala que la Formación Oville podría representar solamente el Cámbrico Medio. 
La formación Oville presenta un espesor variable. La parte basal, formada por las típicas pizarras verdes, se apoya con un contacto neto sobre las calizas nodulosas bioclásticas y glauconíticas del Miembro Superior de la formación Láncara. Son frecuentes las faunas de trilobites, generalmente en lumaquelas de pocos centímetros de espesor. 
Abundante fauna de braquiópodos dentro de una de las lumaquelas de trilobites, en nuestro conocimiento la primera hallada dentro de la Formación Oville en la Zona Cantábrica. El depósito de estos materiales pelítícos se realizó en una zona de escasa energía, probablemente de poca profundidad, dentro de la plataforma continental externa. La parte media de la Formación Oville está compuesta por una sucesión de características secuencias de orden métrico, intensamente bioturbadas en sus bases, con abundantes ripple-marks en la parte media,y areniscas glauconíticas en el techo. 

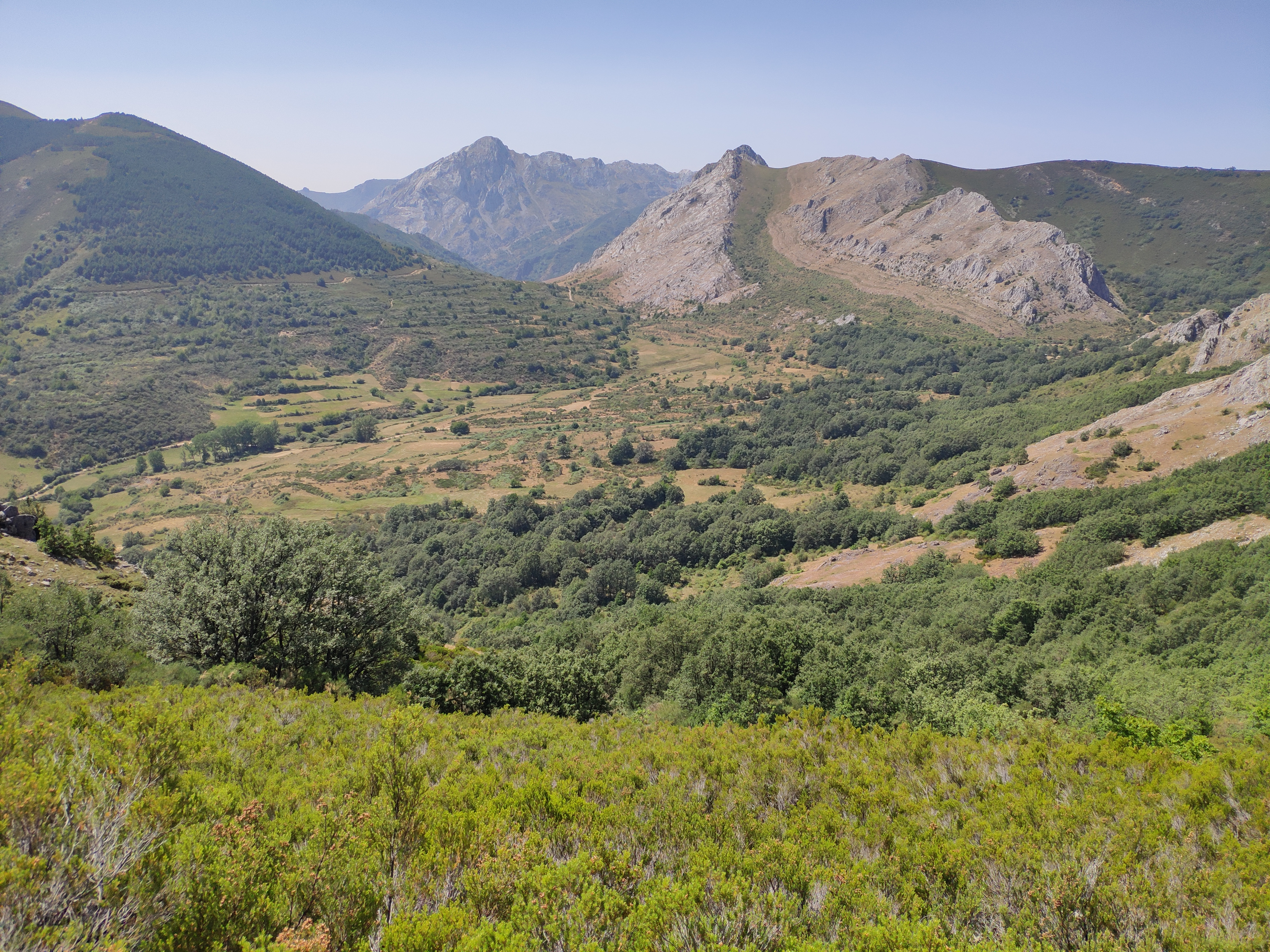
El pico de "La Campayagua". Oville por su clima y sus pastos era un importante puerto de verano para el ganado trashumante.

## Fiestas y patrones.

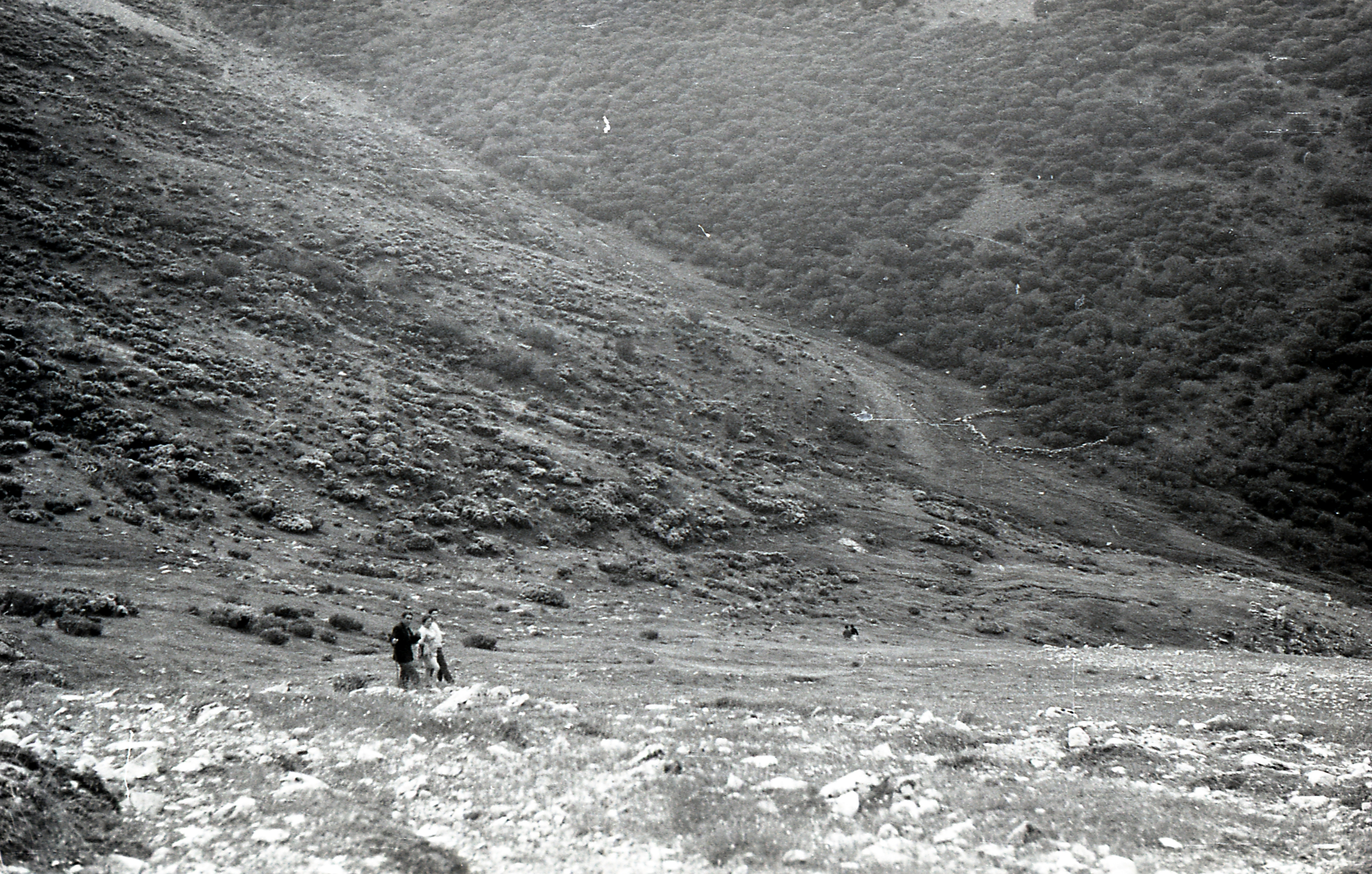
Al fondo de la imagen se aprecia "el corral de los chinos", uno de los rediles en los que se guardaban las ovejas en el "Puerto de Fuentes" en Oville.

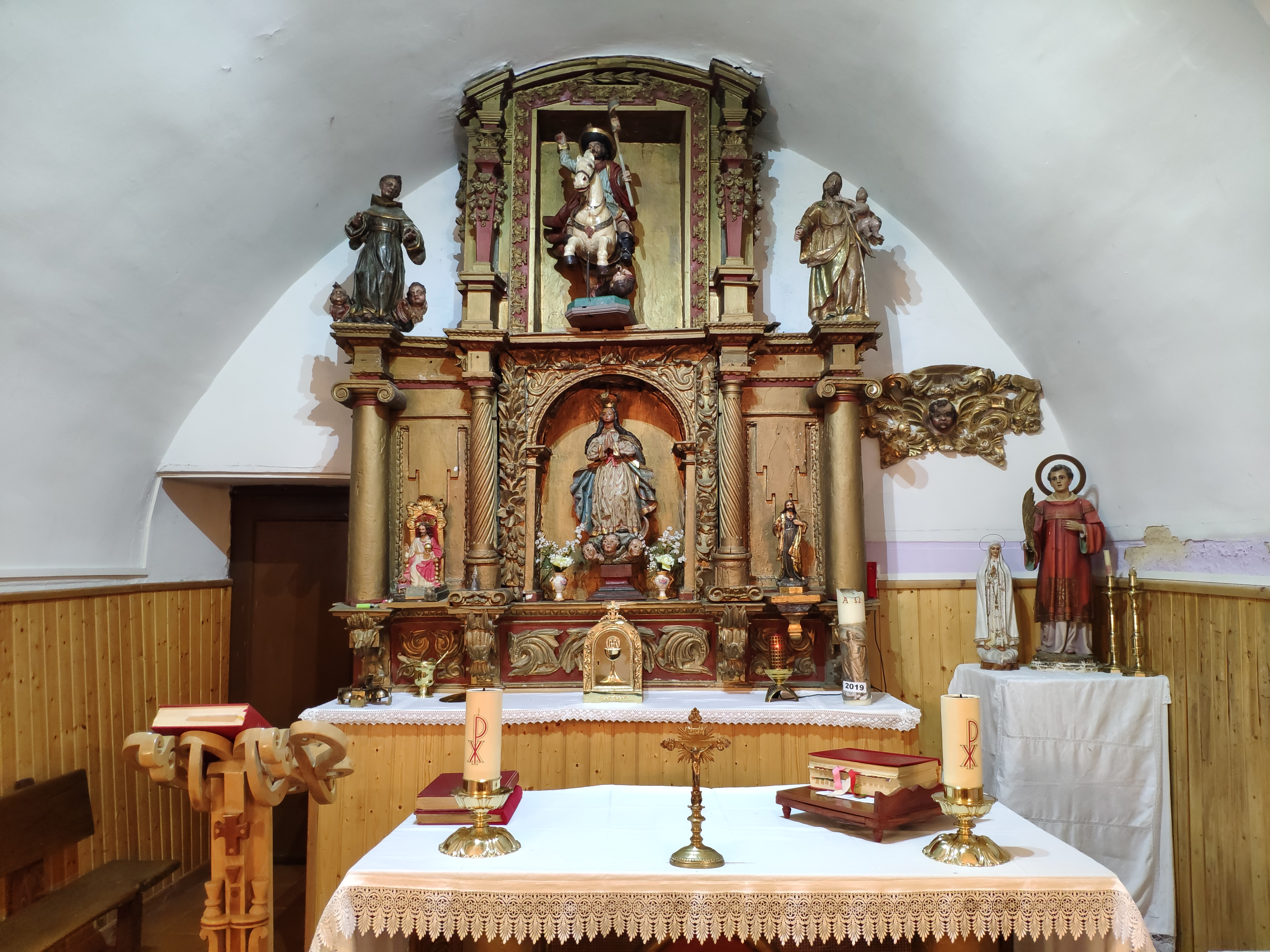
Altar y retablo de la iglesia en honor a Santiago Apóstol patrón de Oville.

### San Pelayo 26 de junio.
En el año 2006 los vecinos de Oville con la ayuda del Ayuntamiento de Boñar y el impulso del párroco del pueblo Abel Viñuela reconstruyeron de entre las ruinas la ermita en honor a San Pelayo (Albeos, Creciente, Galicia, 911 – Córdoba, Córdoba 26 de junio de 925) que databa del siglo XVII y donde se cree que pudieron descansar por algunos días los restos de Pelayo en su traslado hacia Oviedo. Cada año, en torno al 26 de junio, se celebra una romería hasta la ermita que está a varios kilómetros del pueblo para realizar una misa y una comida en su honor.
Pelayo fue un cristiano martirizado durante el emirato de Abderramán III y canonizado posteriormente por la Iglesia católica, como ejemplo de la virtud de la castidad juvenil. Su día en el santoral católico es el 26 de junio.
Fue educado en Tuy por su tío Hermoigio, obispo de Tuy. En 920 acompañaba al obispo y la corte del rey de León en apoyo del reino de Pamplona, que estaba siendo atacado por el califa Abd al-Rahmán III. Tras la derrota en la batalla de Valdejunquera, tío y sobrino fueron apresados. Después de tres años de cautiverio el obispo fue liberado, pero Pelayo quedó como rehén. Se dice que Abd al-Rahmán III le requirió contactos sexuales (le prometía riquezas y honores si renunciaba a la fe cristiana y accedía a las proposiciones del emir), a los que se negó, lo que provocó su tortura y muerte. Por sus reiteradas negativas sufrió martirio, que -descrito lúgubremente en el santoral- fue por desmembramiento mediante tenazas de hierro. Después fue despedazado y sus restos echados al Guadalquivir el 26 de junio del año 925.
Sus restos fueron recogidos piadosamente por los cristianos de Córdoba y enterrados en el cementerio de San Ginés y su cabeza en el de San Cipriano, siendo considerado mártir por la fe y la pureza. En el año 967, bajo el reinado de Ramiro III, los restos mortales de San Pelayo fueron depositados en el monasterio dedicado al santo en León, fundado por su antecesor el rey Sancho I. Entre 984 y 999 su cuerpo se trasladó a Oviedo, siendo finalmente depositado en el monasterio de las monjas benedictinas de San Pelayo de aquella ciudad. Un hueso de uno de sus brazos se venera desde antiguo en el monasterio de monjas benedictinas de San Pelayo de Antealtares de Santiago de Compostela.
A partir del siglo XI, en que los reinos cristianos intervenían en la política interior de los reinos de taifas, muchos restos de santos cristianos fueron trasladados al norte en su condición de apreciadas reliquias, y esto fue lo que ocurrió con los de San Pelayo: primero a León y luego al monasterio benedictino de Oviedo que lleva su nombre (y que no debe confundirse con el nombre de Don Pelayo, el primer rey de Asturias).
Muchas localidades españolas y una colombiana han recibido el nombre de San Pelayo.

### Santiago Apóstol 25 de julio
El 25 de julio se celebran las fiestas en honor a Santiago Apóstol, patrón de Oville que preside el altar de la ermita a la que está dedicada y que data del siglo XVII. 

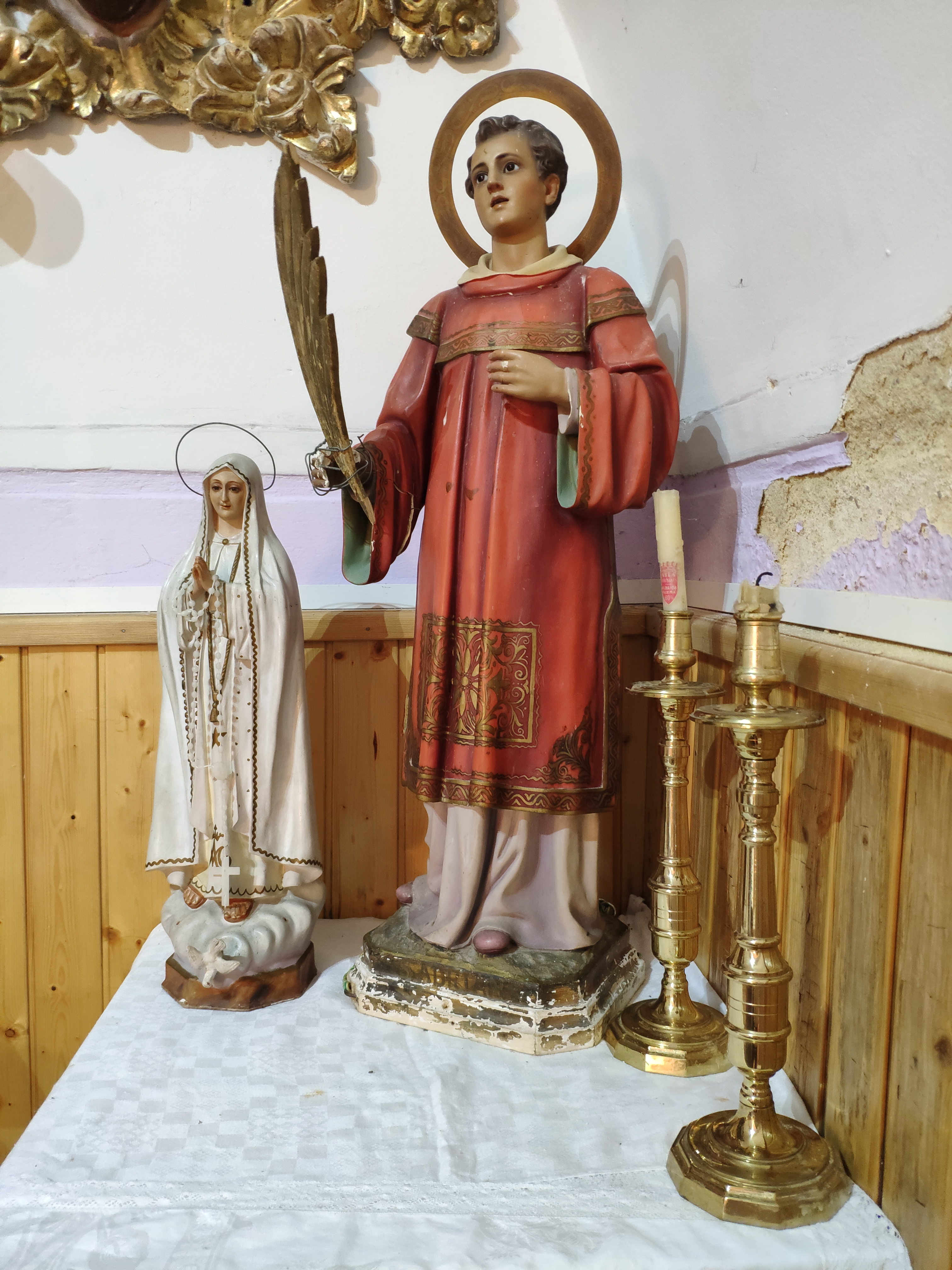
Imagen dedicada a San Adriano patrón de Oville.

### San Adriano 8 de septiembre.
El 8 de septiembre se celebran las fiestas en honor a San Adriano, patrón también de Oville, y a quien está dedicada la iglesia parroquial, junto a la celebración de las machorras.

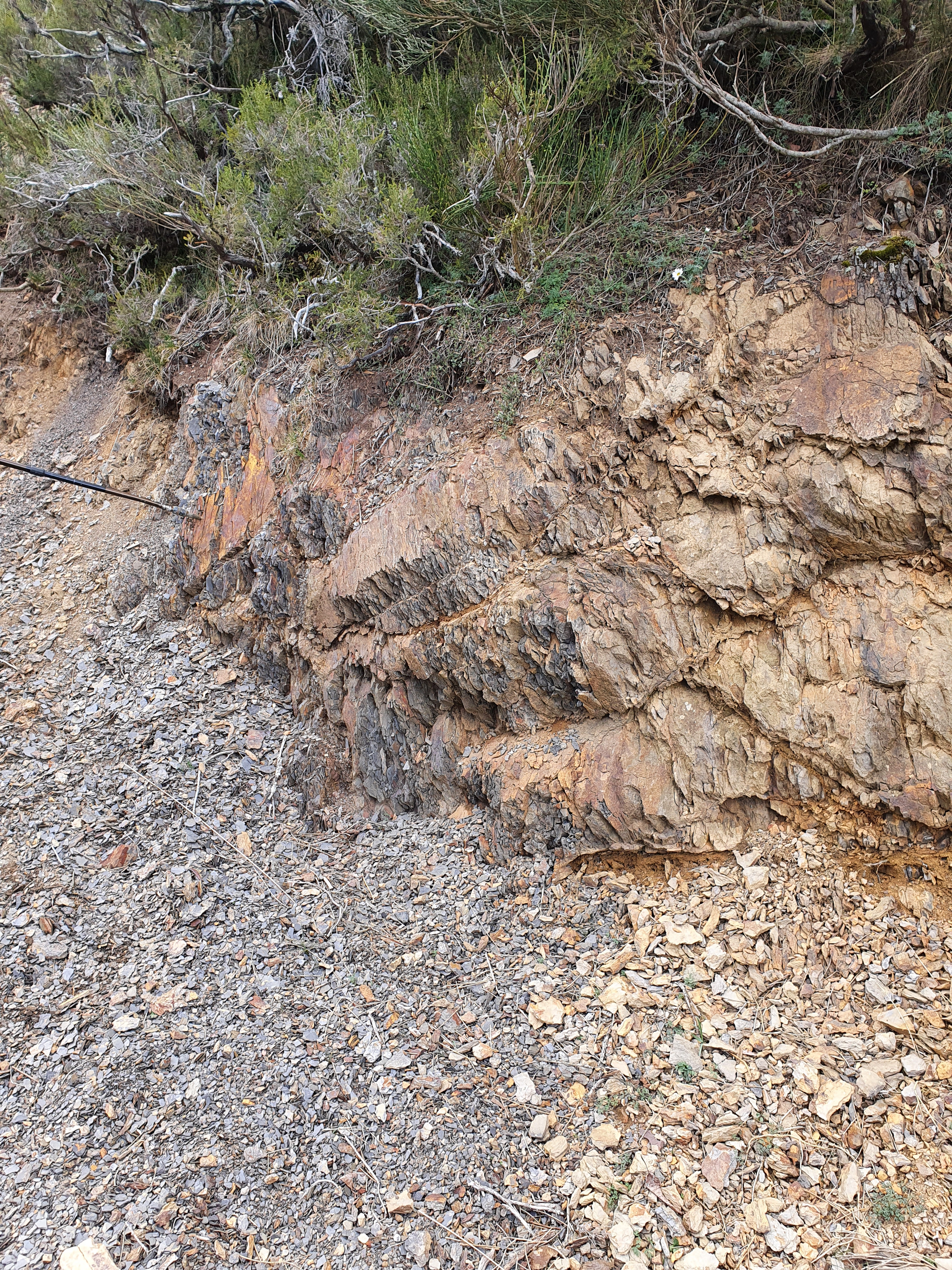
Ejemplo de formación Oville: pizarras verdes con trilobites, areniscas glauconíticas, limolitas y pizarras. Cámbrico Medio hace 541 millones de años.

## Iglesia y ermitas de Oville.

### Reconstrucción de la iglesia parroquial en honor a San Adriano.

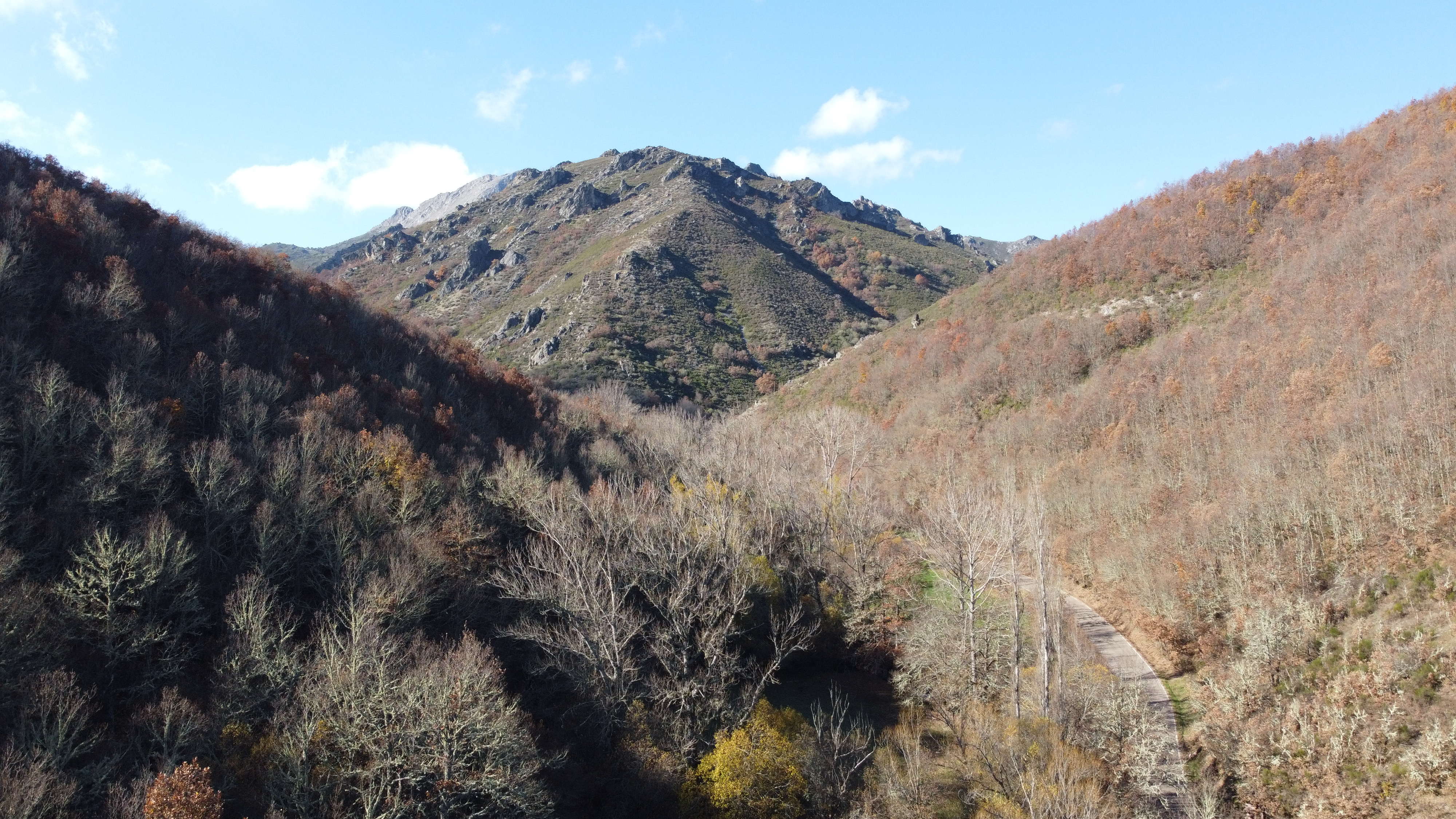
Vista de "El Janetín" donde se situaba uno de los nidos de ametralladora desde donde se controlaba uno de los principales accesos al pueblo.

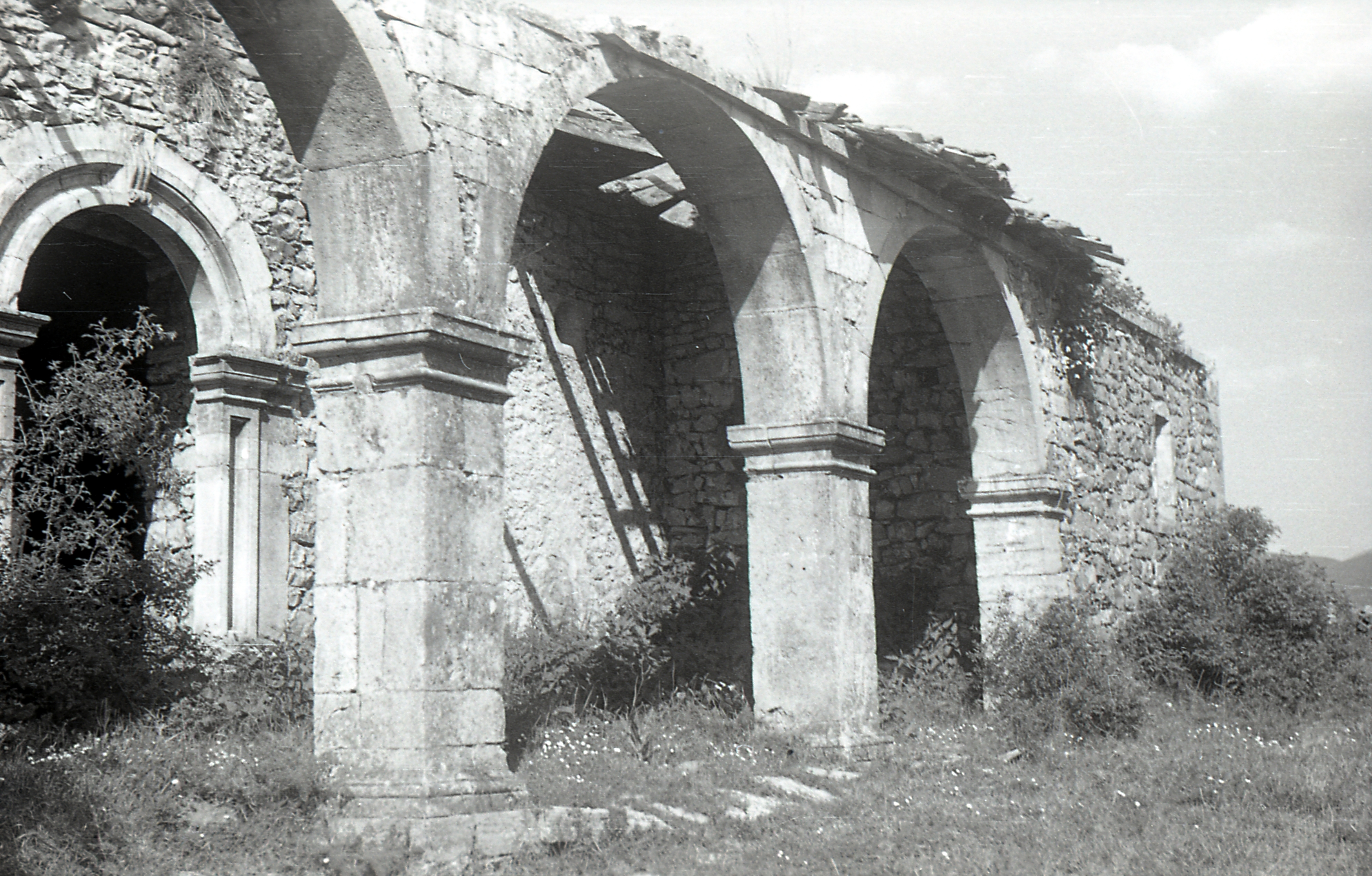
Iglesia en honor de san Adriano en Oville después de haber sido derruida durante la guerra y antes de su reconstrucción en 1.982 por los vecinos del pueblo.

La iglesia parroquial en honor a San Adriano y que data de 1.767 fue incendiada y prácticamente derruida durante la guerra civil española en el año 1.937. Los vecinos del pueblo, liderados por el párroco de Oville en aquellos años, Don Carlos Santos Vega, reconstruyeron el templo con trabajo, unión y generosidad como apunta la placa que está instalada en el pórtico de la iglesia desde su reinauguración en 1.982. El 22 de octubre de 1767 el canónigo de la iglesia de León y visitador nombrado por el obispo de León Antonio Robles de Andrade, sacramentó la pila bautismal, los santos óleos, ornamento y altares laterales, tal y como se recoge en el libro del apeo de la hacienda y de los bienes. Consta de una nave rectangular y un ábside, en planta de cruz latina, de corte románico. La bóveda en piedra de toba, y las paredes encaladas. En el brazo derecho del crucero se encuentra la sacristía. En el brazo izquierdo existió una capilla lateral que no se logró recuperar. El pórtico se halla en el lateral derecho. En el flanco izquierdo, al norte, está el cementerio del pueblo, según la costumbre tradicional cristiana.
La espadaña, a diferencia de la espadaña de la iglesia en honor a Santiago Apóstol que fue derribada durante la guerra, se derrumbó en una fuerte tormenta a finales de los años 40 y también hubo de ser reconstruida. Los vecinos de Oville demostraron grandes habilidades para la cantería y los oficios de la construcción seguramente debido a que ya se vieron obligados a reconstruir todo el pueblo tras haber sido también incendiado durante la guerra. Como curiosidad, una de las dos campanas del campanario procede de Vegamián, uno de los pueblos anegados por el embalse del Porma. Varios vecinos junto con el párroco del pueblo se pusieron en contacto con el ingeniero Director de la Confederación Hidrográfica del Duero quien accedió a la venta de la campana por el precio simbólico de una peseta que pagó Basilio Coque, monaguillo de la parroquia en aquellos años. La otra campana se trasladó desde el campanario de la otra iglesia de Oville, la iglesia en honor a Santiago Apóstol. Las puertas de la entrada y la veleta fueron cedidas por "Construcciones Guardo" y también provienen de algunos de los pueblos anegados por el embalse. El camino de acceso hasta la iglesia y el cementerio que consistía en losas de piedra fue también asfaltado.

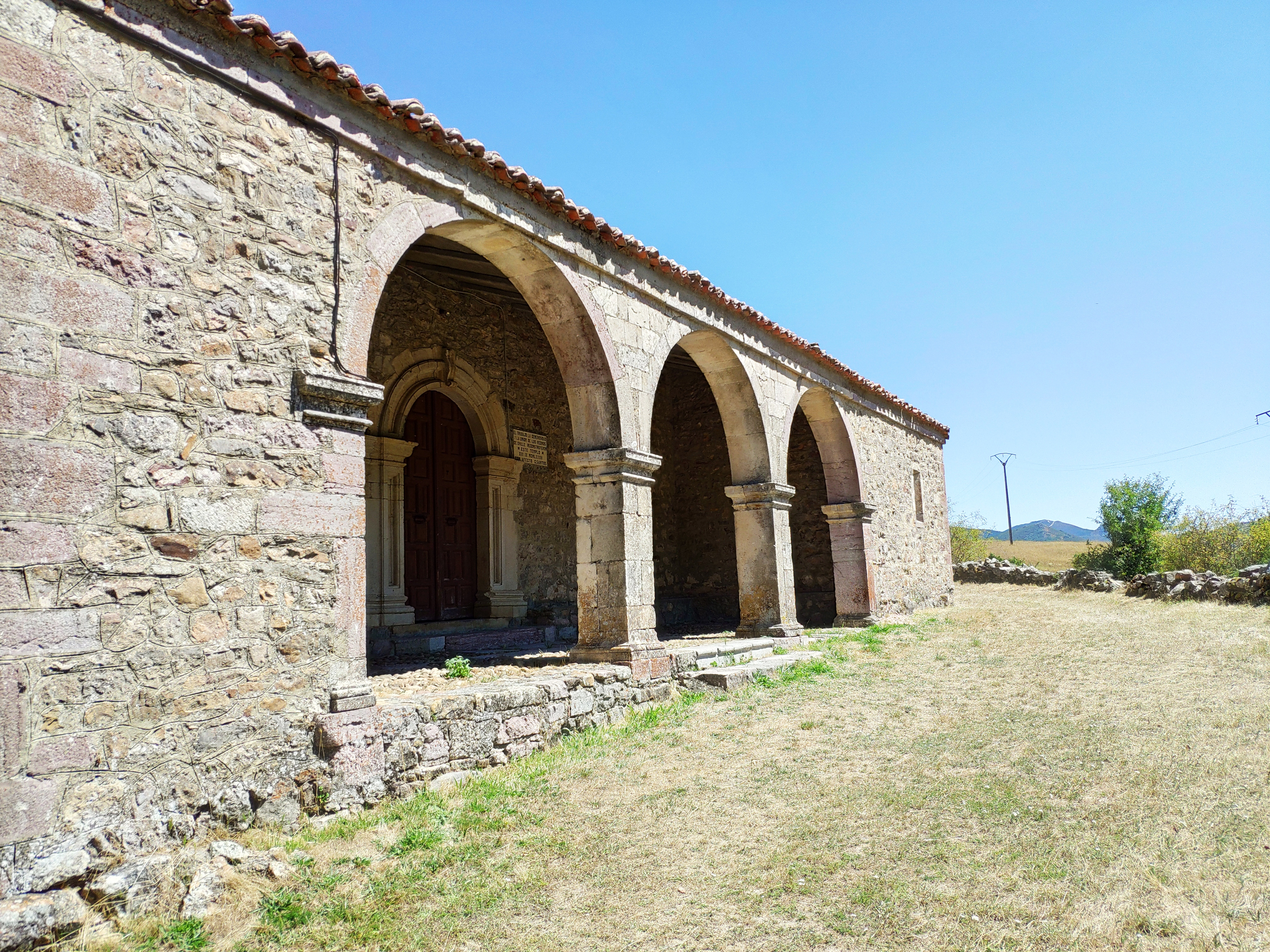
Imagen de la iglesia en honor de San Adriano, patrón de Oville, en la actualidad después de su reconstrucción en 1982

## El Sarrón de la Forada.
"Forada" significa horadada, abertura más o menos redonda, y "sarrón" bien puede hacer referencia a "serrón", a una sierra, de tal forma que el nombre del principal arroyo de Oville puede tener un origen toponímico que hace referencia a cómo el curso del arroyo va horadando el valle hasta verter sus aguas al río Porma ya en Remellán.
El Sarrón de la Forada es el principal arroyo de Oville que nace en un manantial situado en "Tras de la Peña" y que desemboca en el río Porma a la altura de Remellán. Debido a los fuertes desniveles de Oville son muchas las fuentes que aumentan el cauce del arroyo, el más reconocido es sin duda el que nace en "El Janetín" y que da origen a la fuente de "La Gorgorita" situada frente al viejo molino del mismo nombre al pie de la carretera. La fuente de "El Cardo", la fuente de "El Corral de los Chinos", "la Fuente del Lobo", la fuente de "La Tierra del Perro", la de "Valdepaladín" o las cuatro fuentes que nacen entre "la Collada de Valdehoria", "Canto Cabero" y "La Lamerona"  son junto con la fuente que nace en "La Picota" y discurre por "Solasierra" hasta sumarse al arroyo en "La Vega Fierro", los principales afluentes de El Sarrón de la Forada.
Es precisamente el afluente que nace en "La Picota", la misma cima que ya alcanza la cantera de Sílice de Valdecastillo, el que marcaba el trazado del camino antiguo para llegar a Oville a traversando "Solasierra" desde "La Vega Fierro" para continuar por las tierras de "San Pelayo" y "La Villa de Dios" hasta entrar por Oville bajo la vieja Iglesia en honor a San Adriano. Se deduce que los primeros asentamientos que dieron lugar al pueblo de Oville accedían al valle desde Valdenuciello por el Curueño y desde San Pelayo por el Porma, de ahí que la primera ermita de Oville se edificase a una de las márgenes de esta vía.
Los más ancianos recuerdan que en el siglo XX se llegaba al pueblo ya desde Remellán, a orillas del Porma, subiendo por un estrecho camino por La Vega Fierro como es el trazado actual de la carretera pero entrando al pueblo por el barrio de abajo que es desde donde se comenzaron a edificar las primeras casas, cruzando el camino el arroyo a la derecha a la altura del antiguo molino de La Gorgorita, cuyo canal de agua entorpecía el trazado de la carretera actual.
Después de la guerra se decidió trazar el actual acceso ayudados de maquinaria, mano de obra y explosivos para abrirse camino a ambas márgenes del arroyo ya con el molino de "La Gorgorita" abandonado.

## Las cimas de Oville.

### El Cueto Ancino "el K2 leonés".

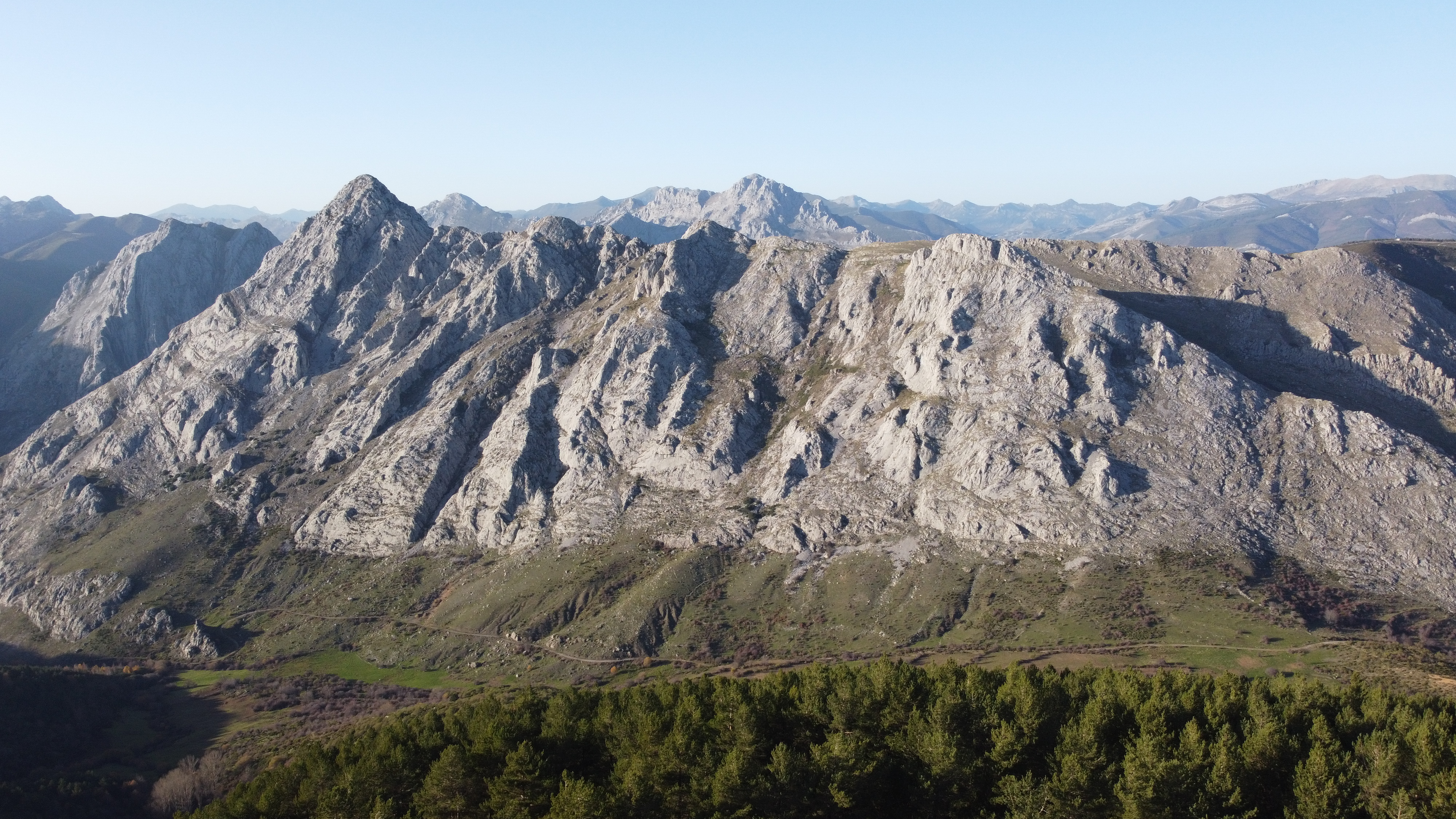
Vistas del Cueto Ancino y La Campayagua desde el Pico del Prao Llano.

El Cueto Ancino con sus 1.783 metros de altitud es una de las cimas más atractivas de la provincia de León y una de las montañas más reconocidas del skyline de la Montaña Leonesa. Está situado entre las localidades de Oville, Nocedo y Valdeteja, que son sus tres principales vías de ascenso. Es precisamente la base del Cueto Ancino por su cara Oeste, la más abrupta y de mayor desnivel, la que forma la entrada a las "Hoces de Valdeteja" desde uno de los márgenes del rio Curueño junto a "Peña La Verde" situada en la margen opuesta. Su cara sur forma el valle de "Valdenuciello" junto al pico de "La Campayagua" que forma parte del mismo cordal. Desde Oville se puede acceder a la cima por su cara este que es la ruta que menos dificultades presenta y sin duda la más atractiva. Saliendo desde la parte alta del pueblo donde termina la carretera y comienza una pista que continúa hasta Nocedo y que parte también hasta las cantera de sílice de Oville se llega hasta el abrevadero de "Tras de la Peña". Allí se distingue un sendero que está marcado por la frecuencia de senderistas y por la presencia del ganado que sube directo hasta el pico de "La Carbajosa (1.619 m)" y desde donde arranca el cordal por el que podemos crestear hasta llegar a unirse con la ruta que accede desde su cara norte en"Los Caseríos de Valdeteja" en el famoso hayedo de "Tejedo", un maravilloso hayedo con presencia de tejos centenarios. Dejando el bosque a la derecha seguimos ascendiendo sin perder de vista los monolitos hasta la cima. Para los aficionados que buscan una ruta más cómoda y con menor desnivel puedes utilizar la pista que da acceso a las canteras de sílice que se pueden apreciar desde cualquier punto del valle y que continúan hacia el valle de "Valcaliente" y hacia el valle de los "Caseríos de Valdeteja" por las pistas forestales. Una vez lo alto de los montes se aprecia fácilmente el sendero hasta llegar al Cueto Ancino por detrás de La Campayagua en las lindes entre Oville y Valdeteja. El Cueto Ancino delimita también la entrada a la Reserva de la Biosfera de Los Argüelllos.

### La Campayagua.
La Campayagua con sus 1.651 metros de altitud es la cima que se aprecia a simple vista cuando entras en el pueblo de Oville mirando al norte. Forma parte de la misma falla del Cueto Ancino. Es habitual ver las vacas pastando libremente por el entorno de la cima especialmente en verano cuando suben buscando el aire fresco y los pastos verdes. También es habitual la presencia de rebecos y ciervos. A la Campayagua podemos acceder bien desde el comienzo de "Valdenunciello" en su cara sur por una canal directa, bien desde "Cueto Ancino" que son las praderonas que apreciamos desde su cara este hasta la cima o bien por "Tras de la Peña" en su cara noroeste siguiendo la misma ruta que nos sube al Cueto Ancino. 

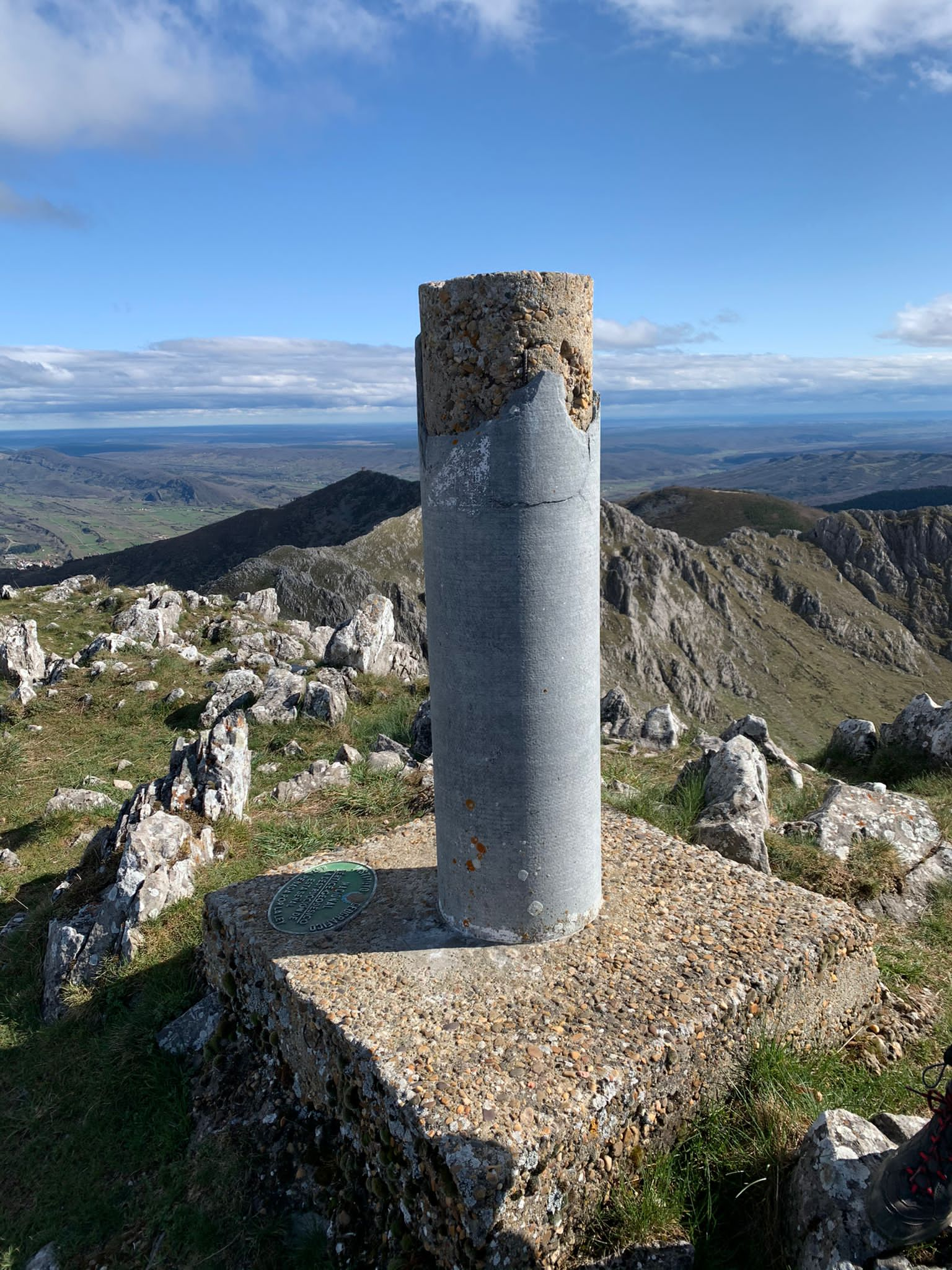
Monolito del vértice geodésico del Pico del Prado Llano a 1.722 metros de altitud sobre el nivel del mar.

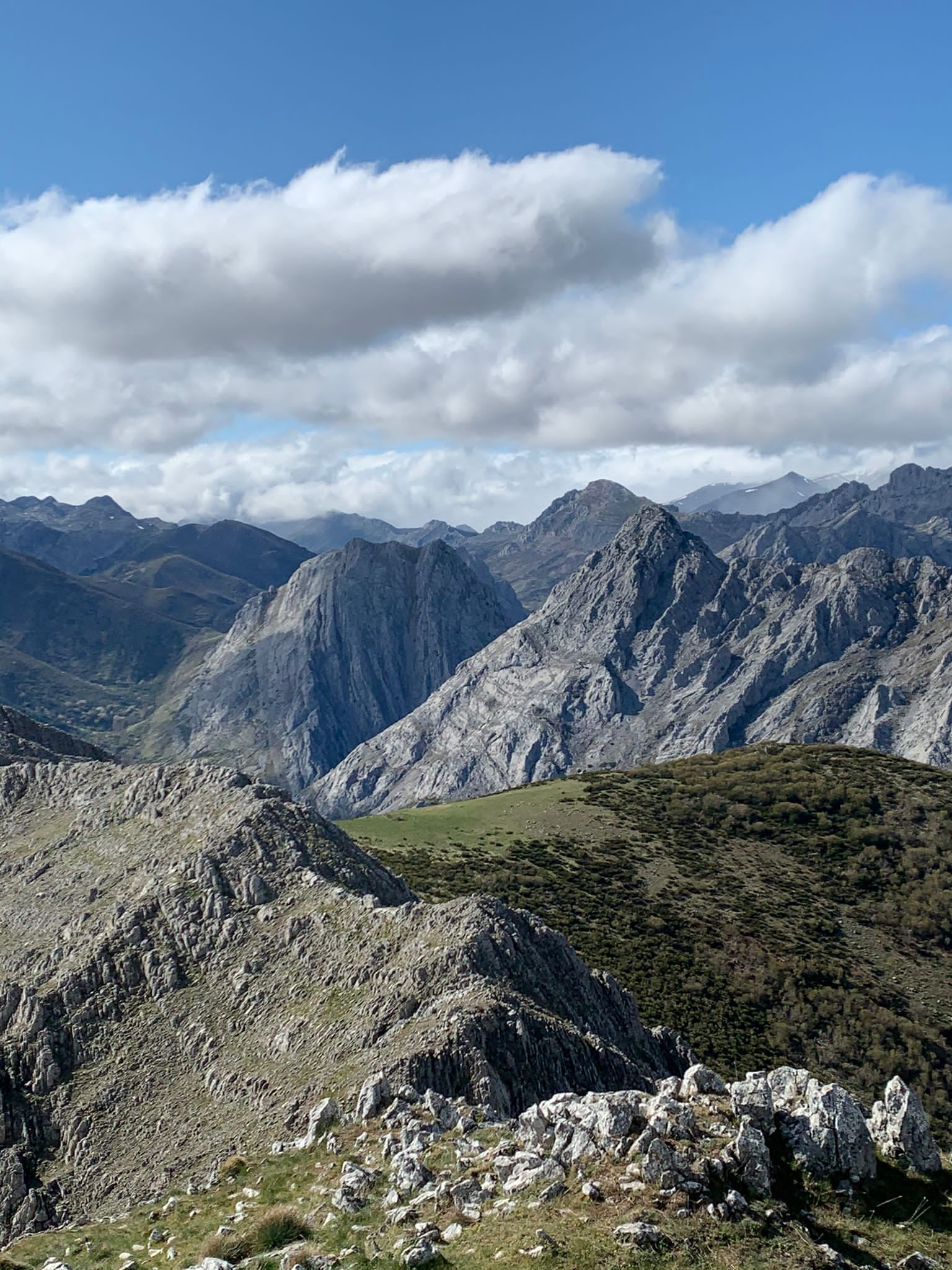
Vistas del Cueto Ancino a la derecha y de Peña La Verde a la izquierda que forman las Hoces de Valdeteja desde la cima del Pico del Prado Llano.

### El Pico del Prado Llano.
El Pico del Prao Llano con sus 1.721 metros de altitud es el pico que preside el pueblo de Oville al oeste y que comparte con Montuerto donde forma un circo glaciar. Es bajo el Pico del Prao Llano donde se encuentra el refugio de "La Collada de la Piedra" y el puerto ganadero de Oville. A esta cima se puede acceder desde Pico Cueto (Boñar) cruzando por la collada de "Valdehoria", desde Montuerto o desde el Puerto de Oville por cualquiera de sus canales directas. Es una cima muy apreciada por los aficionados a la montaña por su amplia panorámica, por estar a menos de una hora de la ciudad y por la facilidad para alcanzar la cima.

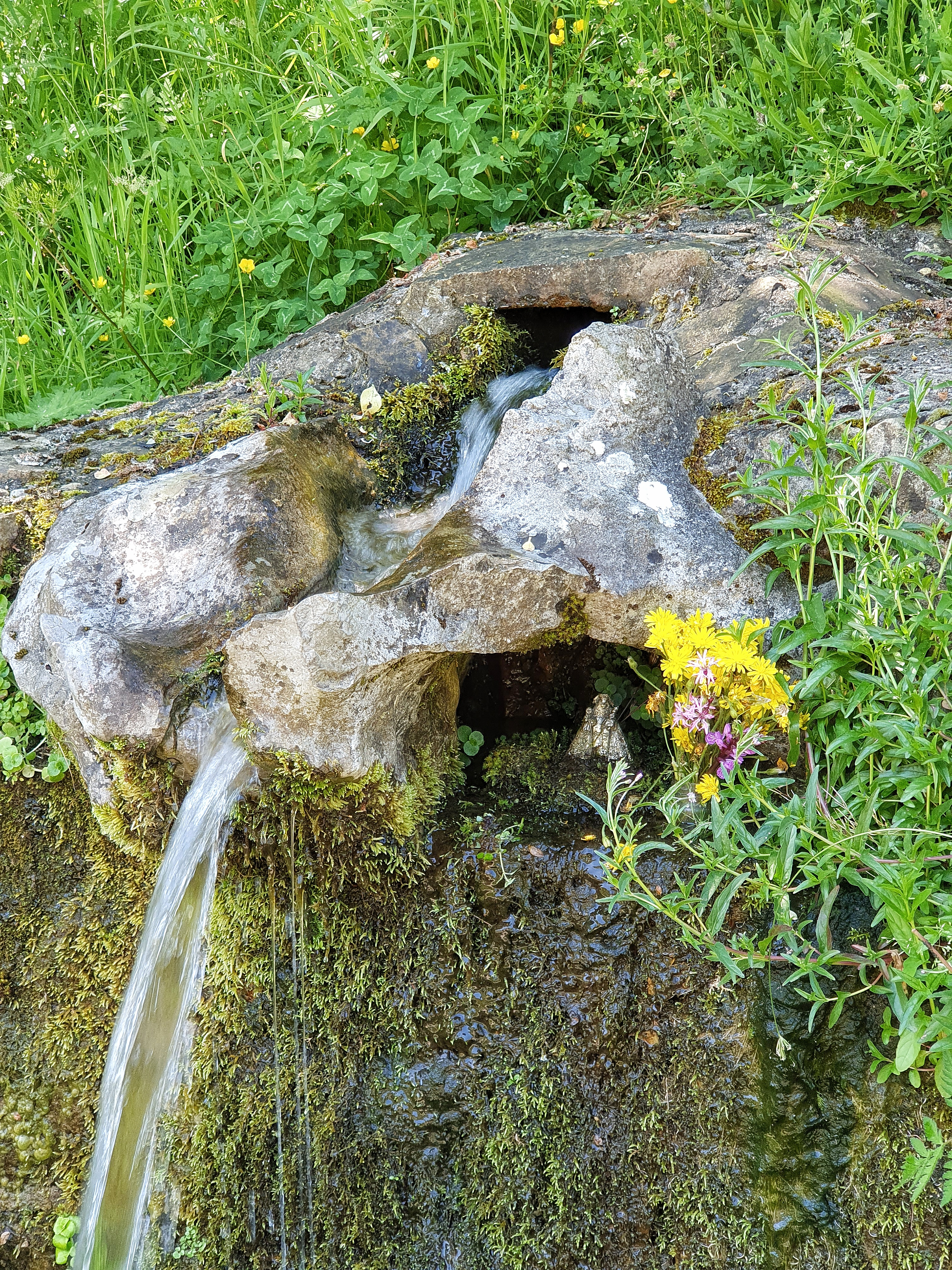
Fuente de La Gorgorita.

## Los molinos de Oville y el manantial de La Gorgorita.
Oville siempre ha sido un pueblo con un profundo sentido de pertenencia y un marcado espíritu vecinal. Las "hacenderas", trabajos de utilidad común a los que acude todo el vecindario, han contribuido en mantener buena parte de su humilde patrimonio a pesar de haber sido uno de los pueblos más duramente castigados por la Guerra Civil Española en la provincia de León, del olvido de las administraciones por tratarse de un pueblo de apenas unas decenas de habitantes y del expolio de algunos de sus vecinos o de empresarios.
En el Catastro del Marqués de la Ensenada de 1.752 se citen tres molinos de una rueda. Uno es propio de Juan Ángel Gutiérrez, otro de Pedro Gutiérrez y otro de Ángel Gutiérrez y consortes. Sólo muelen cuatro meses de invierno con agua de arroyo que viene del monte. Así mismo, hay cinco suelos de molino, propios uno de Francisco Fierro, otro de Rodrigo del Río, otro de Juan Vaizán, otro de la Capellanía de Nuestra Señora de las Angustias y otro de Pedro Fernández.
Carlos Morán Rodríguez deja constancia de la existencia de hasta siete molinos: el molino del Canto Losil, molino de Barrio al pie del farallón de caliza de La Forada, molino de Solasierra, molino de La LLaviada, molino del Cubo Redondo situado junto al Prao del Toro, el molino de los Mozos situado en las hoces junto al Pozo de la Zarza, el molino de La Gorgorita y un  poible molino que se intuye que podría estar en La Encantada. 
La fuente de La Gorgorita situada a la orilla de la carretera apenas a unos cientos de metros antes de llegar al pueblo dio origen y nombre al molino más importante del pueblo que tenía aproximadamente unos 15 metros cuadrados de construcción donde se molían cereales y legumbres para obtener harinas y para obtener piensos y complementos para el ganado. Existió un soportal para atar a los animales porteadores. Recogía el agua desde casi un centenar de metros más arriba de donde estaba localizado el molino gracias a una canal de piedras. 
A medidos del siglo XX con el desarrollo industrial de la España agraria y ganadera este molino dejó de utilizarse y suponía un trabe para el nuevo trazado de la carretera por lo que fue desmantelado y abandonado durante décadas. Su abandono fue aprovechado por algunos vecinos del pueblo que recuperaron las piedras de mampostería, maderas, engranajes, rodezno y muelas.
Una mañana un importante empresario leonés con empresas mineras intentó expoliar los últimos restos del molino con un camión y una pala excavadora pero los vecinos del pueblo salieron a su encuentro bloqueando el paso e impidiendo que fueran cargadas al camión. Este suceso sirvió como estímulo a los vecinos para recuperar todos los restos del viejo molino y reconstruir el lugar para conservar su patrimonio y dejarlo en herencia de las generaciones futuras, realizando ellos mismos las obras en "hacendera". 
Frente al molino se encuentra la fuente de La Gorgorita que por su excelente calidad de agua mineral que corre durante los 365 días del año es empleada por vecinos de la zona. Tal es el caudal de esta fuente durante todo el año que el Ayuntamiento de Boñar realizó una captación de agua de esta fuente para abastecer de agua a otros pueblos del municipio. 
Esta fuente nace de la unión de dos manantiales; uno situado en Fuentes y otro en las Praderas del Janetín, corriendo arroyo abajo hasta filtrase en Los Cascajeros y brota de nuevo en la fuente.

## Fauna y flora de Oville.
Oville por su morfología y su altitud de 1.200 metros sobre el nivel del mar con sus profundos valles rodeados de altas montañas es una oportunidad extraordinaria para disfrutar de la fauna salvaje de la Montaña Leonesa.  Se encuadra dentro del la región eurosiberiana. 
Por ser un pueblo donde termina la carretera sin apenas tráfico y con muy pocos vecinos durante la mayor parte del año, la fauna se siente confiada y está presente en el entorno. En sus montañas, riscos, montes y praderas es habitual observar superdepredadores como el lobo ibérico (Canis lupus signatus), el águila real (Aquila chrysaetos) o el oso pardo iberico (Ursus arctos arctos), butires y alimoches y pequeños depredadores como el zorro rojo y el gato montés.  Animales ungulados como el ciervo (Cervus elaphus, en la Montaña Leonesa "Venado"), rebeco  (Rupicapra pyrenaica parva), corzo (Capreolus capreolus) y el jabalí (Sus scrofa castilianus). Reptiles como la víbora cantábrica y el lución o enánago (Anguis fragilis)'. Liebres, conejos, perdices y codornices, ratones y ardillas, águilas, azores, cernícalos, gavilanes, jilgueros, gorriones, vencejos, cuervos, pegaratas y abuillas. 
En sus arroyos ya es raro encontrar alguna trucha fario o algún cangrejo. 
En cuanto a la vegetación observamos encinas, pinos silvestres, álamo negro, manzanos, perales, cerezos, nogales, castaños, hayas, acebos, tejos, avellanos, manzanilla, tomillo, orégano, té, arándanos, brezo, urz y espino albar.
Pastando sus valles y puertos encontramos las vacas (generalmente parda alpina), caballos hispano bretones, ovejas merinas, cabras y burros.

## El concejo, las hacenderas y el "común".
La "facendera" o hacendera es un trabajo de utilidad común a que acude todo el pueblo porque todo el pueblo se beneficia. Oville es un pueblo con orígenes humildes, a 6 km. de la cabeza de Comarca que es Boñar, por una carretera sinuosa que termina en el pueblo y que no permite la comunicación fluida con otros valles y pueblos.
Y donde no alcanzaban sus conocimientos, sus recursos o sus fuerzas establecían sinergias entre los vecinos del pueblo o de pueblos de alrededor. Así surgen las hacenderas.
Oville siempre ha sido un pueblo reconocido por este espíritu solidario por parte de los pueblos de alrededor que sienten una gran simpatía y mas amistad por sus vecinos, demostrando estrechos lazos afectivos en cada evento que se celebraba en el pueblo y acogiendo a los vecinos que huyeron del pueblo durante los años de la guerra.
Gracias a este espíritu, entre los años 1.980 y 1.997 liderados por el Rvdo. Carlos Santos Vega (27/08/1936-28/03/2020) que fue párroco de Oville durante casi 20 años, se realizaron importantes obras y eventos en el pueblo que contribuyeron a reforzar el sentimiento de unidad y pertenencia de los vecinos, el vínculo de jóvenes y niños con el pueblo y la admiración y simpatía de los pueblos de los alrededores.
Obras tan importantes para el pueblo como construir la escuela, transformar décadas ese viejo edifico en Teleclub, recuperar de las ruinas la iglesia en honor a San Adriano, colocar la antena de TV, arreglar la plaza de la ermita, recuperar también de las ruinas la ermita en honor a San Pelayo, arreglar el camino a la iglesia y el cementerio, recuperar de las ruinas el molino de la Gorgorita y arreglar la fuente, etc. 

## Economía de subsistencia en los siglos XIX y XX.
Las gentes de Oville hasta finales del siglo XX vivían en una economía de subsistencia produciendo prácticamente todo lo que necesitaban; carnes con el ganado doméstico (vaca, cabra, oveja, cerdo, gallina, conejo, pavo, etc.), leches y derivados lácteos como quesos, natas, mantequillas de vaca, oveja y cabra, harinas de cereales como el centeno, el trigo o la cebada, legumbres como los fréjoles, los garbanzos, los titos, los arvejos y las lentejas, huertos para los tomates, cebollas, ajos, calabacines, puerros, lechugas, etc., huevos de gallinas, perdices y codornices, artesanía para jabones, aperos de labranza, herramientas, menaje, muebles, lana para jergones y textiles, canteras para minerales, carbón, piedra, arcilla y barro, grijos, mampostería, madera para combustible, carbón vegetal, edificaciones, carros, etc. Los hombres y mujeres de Oville sabían de oficios como la cantería, carpintería, labranza, ganadería, albañilería, etc. 
Como en tantos otros pueblos de la Montaña Leonesa la economía no daba apenas margen para la prosperidad de las familias ni para el enriquecimiento patrimonial. La mayoría e los vecinos se dedicaban a la agricultura y la ganadería, buscando ingresos extraordinarios participando como jornaleros en otros oficios como la albañilería, la cantería y carpintería, o emprendiendo en el pequeño comercio, la cantina, el molino, la madera, la pesca de truchas, sastrería, comadronas y hasta la servidumbre en otras casas. 
La inmensa mayoría de lo que se producía era consumido en el pueblo y si sobraba algo era para cambiar por otros productos necesarios. La escasez era tal que muchos vecinos de Oville sirvieron como criados en otras familias de los pueblos de los alrededores sólo a cambio de la manutención.  
En las economías de subsistencia se aprovechaban todos los recursos generando un importante equilibrio ecológico que contribuye a la conservación de la biosfera aplicando el sentido común. La UNESCO ha reconocido a la Montaña Leonesa como el territorio en el mundo con más reservas de la biosfera gracias a la buena convivencia del hombre con el medio ambiente. Desde la ceniza de la lumbre de los hogares hasta el abono del ganado, todo se aprovechaba. A principios del otoño se sembraba el centeno y el trigo y en primavera el centenico y las legumbres. A últimos de invierno se abonaban los parados y se rastrillaban para allanar las irregularidades. En mayo se sembraban las patatas. A principios de verano se recogían los gamones que después de ser arrancados a mano se dejaban secar al sol. En julio se segaba y recogía la hierba. En agosto se recogía la siembra aprovechando también la paja para distintos usos como por ejemplo para reforzar las techumbres o como alimento para el ganado. A últimos de verano se recogía la hoja de chopo, roble, sauce, mostajera, hayas, abedul... para cebar al ganado. En octubre se recogían las patatas y en noviembre se cortaba y recogía la leña. 
Las cuadras estaban generalmente adosadas a la vivienda o en la planta baja con el fin de facilitar la atención de los animales y la limpieza. Las tareas del pastoreo y la ganadería se coordinaban junto a las labores agrícolas. El sistema de organización de veceras permitía que los vecinos fueran rotando con distintos turnos en el cuidado del ganado  mientras el resto podía desempeñar otras tareas. Había veceras de caballos, de vacas, de ovejas y cabras, de bueyes y vacas de labranza, de vacas de cría y leche, de corderos y de burros y mulas. 
El aislamiento que sufría Oville por motivo de su orografía y de su altura, con largos inviernos de mucha nieve, le obligó a desarrollar un profundo espíritu solidario entre vecinos, acentuado aún mas por las consecuencias de la Guerra Civil Española entre 1.936 y 1.937 cuando el pueblo fue arrasado por las llamas en la huida de los Republicanos hacia Asturias cuando fueron atacados por los sublevados en la línea del Frente Norte de la Montaña Leonesa. 
La emigración de la juventud a otros países y a las capitales españolas en busca de formación y trabajo aceleró la prosperidad de las familias pero ya fuera del pueblo. La venta de las cabezas de ganado ante el incremento de la demanda de carne no acompañada de nuevas adquisiciones, la caída de los precios de la leche, la falta de servicios básicos, los largos inviernos y la transición de una economía de subsistencia hacia un nuevo mercado globalizado, provocó la caída demográfica de Oville a partir de la década de los años 80.

## Evolución demográfica.
Según el Diccionario Geográfico Universal dedicado a la Reina Nuestra Señora publicado en 1831, Oville a ocho leguas de León, contaba con 254 habitantes que se dedicaban principalmente a la producción de centeno, legumbres y pastos.
Según el Instituto Nacional de Estadística con referencia al 31 de diciembre de 1950 Oville contaba con 151 vecinos y 33 viviendas, en el año 2.000 con 56 vecinos, año 2.005 con 43 vecinos, años 2.010 y 2.015 con 27 vecinos y año 2.020 con 21 vecinos.
- Datos: Q5677327
- Multimedia: Oville / Q5677327